# Comuna Hurbînți, Sribne
Hurbînți (în ucraineană Гурбинці) este o comună în raionul Sribne, regiunea Cernihiv, Ucraina, formată din satele Deimanivka, Hurbînți (reședința) și Trosteaneț.

## Demografie
Componența lingvistică a comunei Hurbînți
     Ucraineană (99,11%)
     Alte limbi (0,89%)
Conform recensământului din 2001, majoritatea populației comunei Hurbînți era vorbitoare de ucraineană (99,11%), existând în minoritate și vorbitori de alte limbi.